# Dr. Expertus

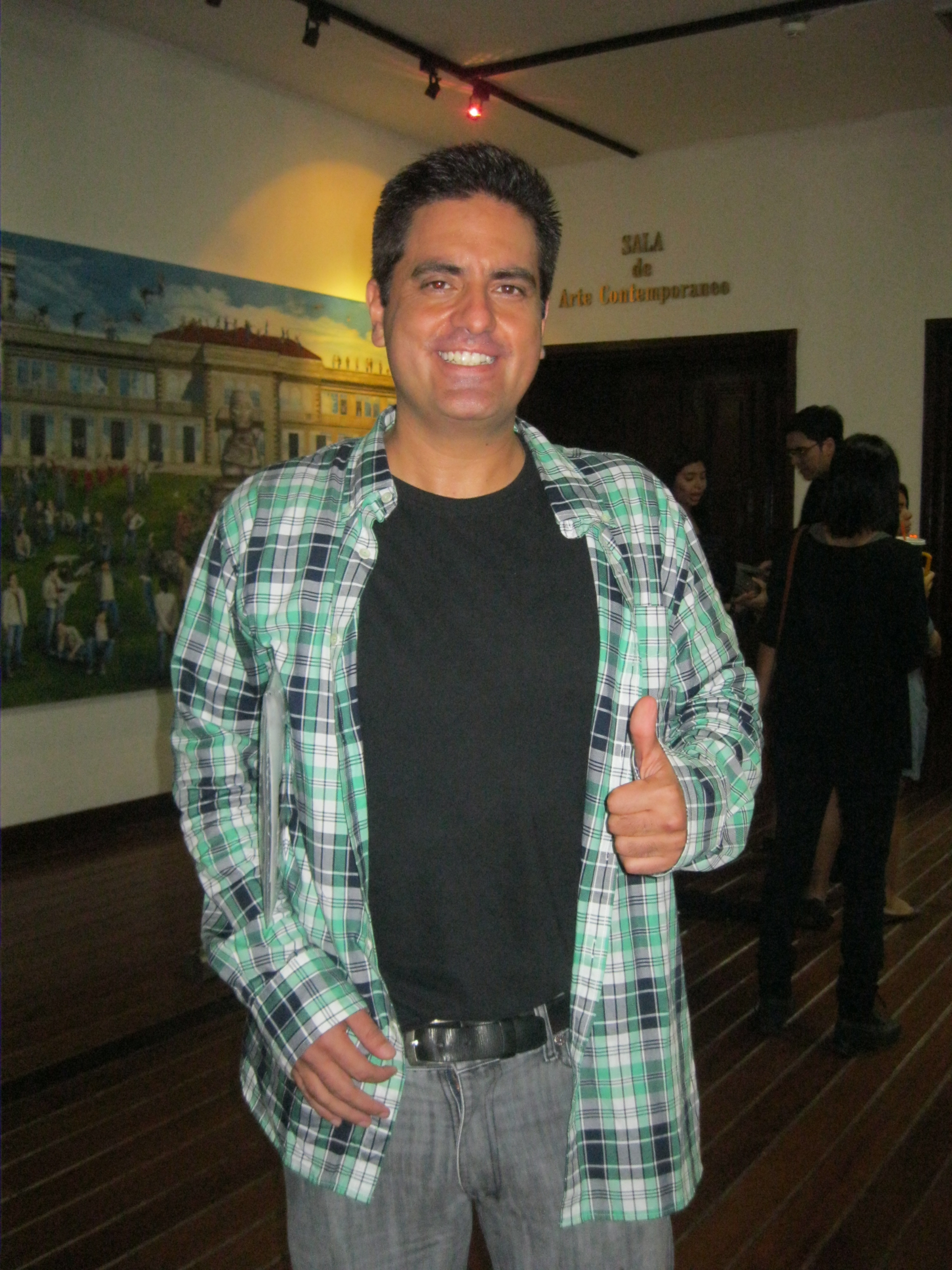
Galo Recalde en 2012

Dr. Expertus fue un programa educativo de comedia infantil ecuatoriano, que comenzó a transmitirse en 1994 por la señal del entonces conocido SíTV.

## Sinopsis
El programa fue creado y protagonizado por Galo Recalde. El Dr. Expertus era un científico loco que vivía en el mundo Jiwiwi, junto a su alumna Hannah y su amigo Bungunala (quien era un gorila) y Calcetín. El programa trataba temas educativos y sobre inventos que siempre se echaban a perder por las travesuras de su amigo Bungunala. También contenía parodia de cuentos clásicos infantiles.

## Elenco
- Dr. Expertus - Galo Recalde[1]
- Hannah - Úrsula Strenge[1]
- Bungunala - Gustavo Zevallos[1]
- Calcetín - Fernando Gálvez[1]